# ناتسومي يوشينوبو
ناتسومي يوشينوبو (باليابانية: 夏目吉信؛ بالكانا: なつめ よしのぶ) هو ساموراي ياباني، ولد في 1517، وتوفي في 25 يناير 1573.